# بخش نگین کویر
بخش نگین کویر، یکی از بخش‌های شهرستان فهرج در استان کرمان ایران است. مرکز این بخش، شهر دهنو اسلام‌آباد است.

## تقسیمات کشوری
- بخش نگین کویر
  - دهستان نگین کویر
  - دهستان چاهدگال

شهر: دهنو اسلام‌آباد

## جمعیت
بر پایه سرشماری عمومی نفوس و مسکن در سال ۱۳۹۵، جمعیت بخش نگین کویر برابر با ۲۶٬۶۱۷ نفر بوده‌است.

## رتبه در استان
بخش نگین کویر براساس سرشماری سال ۹۵ هشتمین بخش پرجمعیت استان کرمان می‌باشد.
لیست ۱۰ بخش پرجمعیت استان کرمان که در آینده شهرستان خواهند شد:
| ردیف | بخش        | شهرستان  | جمعیت سال ۱۳۹۵ |
| ---- | ---------- | -------- | -------------- |
| ۱    | بروات      | بم       | ۵۹٬۶۱۲         |
| ۲    | اسماعیلی   | جیرفت    | ۴۲٬۸۶۷         |
| ۳    | ساردوئیه   | جیرفت    | ۳۹٬۱۵۸         |
| ۴    | ماهان      | کرمان    | ۳۳٬۵۲۱         |
| ۵    | گلباف      | کرمان    | ۳۲۳۵۴          |
| ۶    | چترود      | کرمان    | ۳۱٬۱۸۳         |
| ۷    | زیدآباد    | سیرجان   | ۲۷٬۸۱۸         |
| ۸    | نگین کویر  | فهرج     | ۲۶٬۶۱۷         |
| ۹    | بخش گنبکی  | ریگان    | ۲۵٬۹۷۶         |
| ۱۰   | چاه دادخدا | قلعه گنج | ۲۵٬۵۴۰         |

هم‌اکنون جمعیت بخش نگین کویر از شهرستان کوهبنان بیشتر است که در زیر آمده‌است:
| ردیف | شهرستان | مرکز    | تاریخ تأسیس | جمعیت ۱۳۹۵ |
| ---- | ------- | ------- | ----------- | ---------- |
| ۱    | کوهبنان | کوهبنان | ۱۳۸۳        | ۲۱٬۲۰۵     |